# Minaj Szmyriow
Minaj Filippowicz Szmyriow (ros. Минай Филиппович Шмырёв, biał. Мінай Піліпавіч Шмыроў, pseud. Baćka Minaj ur. 11 grudnia?/23 grudnia 1891 we wsi Puniszcza w powiecie wieliskim w guberni witebskiej (obecnie w rejonie witebskim w obwodzie witebskim), zm. 3 września 1964 w Witebsku) – jeden z przywódców radzieckiej partyzantki na okupowanej przez Niemców Białorusi podczas II wojny światowej, Bohater Związku Radzieckiego (1944).

## Życiorys
Urodził się w białoruskiej rodzinie chłopskiej. Miał wykształcenie podstawowe, w 1913 został powołany do rosyjskiej armii, brał udział w I wojnie światowej. Od 1918 służył w Armii Czerwonej, brał udział w wojnie domowej przeciw białym wojskom Krasnowa i Judenicza, w 1920 został przyjęty do partii bolszewickiej. Od 1921 do 1923 dowodził oddziałem walczącym z bandytyzmem na Witebszczyźnie, później kierował gminnym działem rolniczym i był przewodniczącym kołchozu, dyrektorem zakładów lnianych oraz fabryki kartonów w obwodzie witebskim. Po ataku Niemiec na ZSRR zajął się organizowaniem ruchu partyzanckiego w obwodzie witebskim, tworząc w rejonie suraskim pierwszą grupę 9 lipca 1941 z pracowników fabryki kartonów i wkrótce potem podjął działalność partyzancką. Atakował grupy Wehrmachtu, niszczył niemieckie samochody, cysterny i mosty. Decyzją KC Komunistycznej Partii (bolszewików) Białorusi z 8 kwietnia 1942 jego oddział został włączony w skład 1 Białoruskiej Brygady Partyzanckiej, której dowódcą wyznaczono Szmyriowa. Brygada działała na pograniczu Białoruskiej SRR i obwodu briańskiego, zajmując terytorium 15 rad wiejskich w rejonie suraskim i tworząc 40-kilometrowy odcinek wzdłuż brzegu Zachodniej Dźwiny nazwany bramą suraską (witebską), z którego można było swobodnie przejść z terytorium okupowanego przez Niemców na terytorium kontrolowane przez Armię Czerwoną. „Brama” istniała ok. sześciu miesięcy (do września 1942). Od października 1942 Szmyriow pracował w Centralnym Sztabie Ruchu Partyzanckiego. Podczas okupacji Niemcy zamordowali jego dwóch synów i dwie córki oraz siostrę i matkę żony. Po wojnie pracował w radzieckich instytucjach państwowych i gospodarczych, był członkiem Centralnego Komitetu Wykonawczego Białoruskiej SRR 11 kadencji i deputowanym do Rady Najwyższej Białoruskiej SRR od 2 do 5 kadencji. 26 czerwca 1964 otrzymał honorowe obywatelstwo Witebska. Mieszkał w Witebsku, gdzie zmarł i został pochowany.

## Odznaczenia
- Złota Gwiazda Bohatera Związku Radzieckiego (15 sierpnia 1944)
- Order Lenina (czterokrotnie)
- Order Czerwonego Sztandaru
- Order Wojny Ojczyźnianej I klasy

I medale.